# Hrabia Godolphin
Hrabia Godolphin (en. Earl of Godolphin) – brytyjski tytuł parowski kreowany w 1706 r. w parostwie Anglii.
Hrabiowie Godolphin 1. kreacji (parostwo Anglii)
- 1706–1712: Sidney Godolphin, 1. hrabia Godolphin
- 1712–1766: Francis Godolphin, 2. hrabia Godolphin

Baronowie Godolphin (of Helston) 1. kreacji (parostwo Wielkiej Brytanii)
- 1735–1766: Francis Godolphin, 2. hrabia Godolphin i 1. baron Godolphin
- 1766–1785: Francis Godolphin, 2. baron Godolphin